# Ailetten

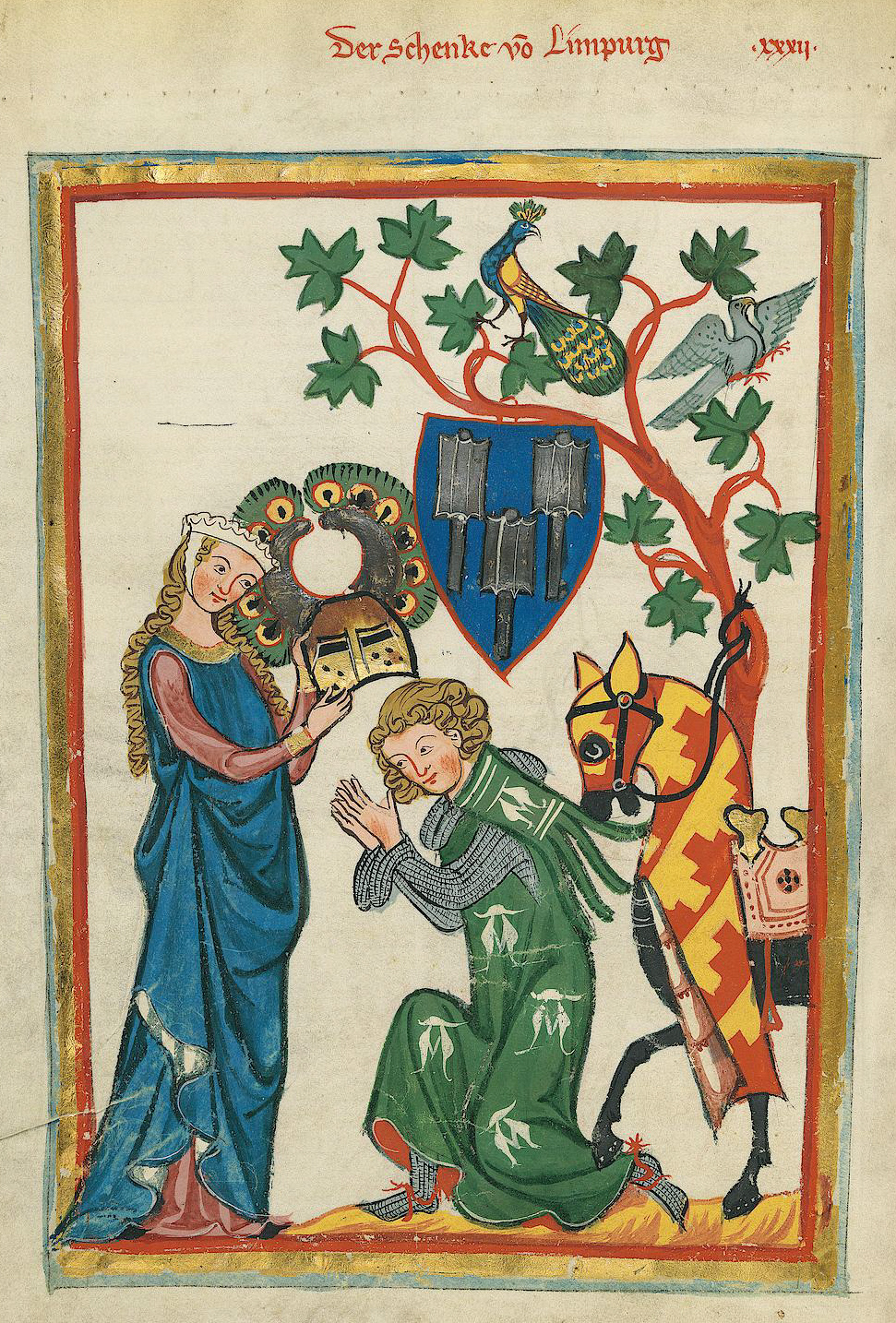
Der Schenk von Limburg, die einzige Darstellung eines Achselschildes im Codex Manesse, um 1320

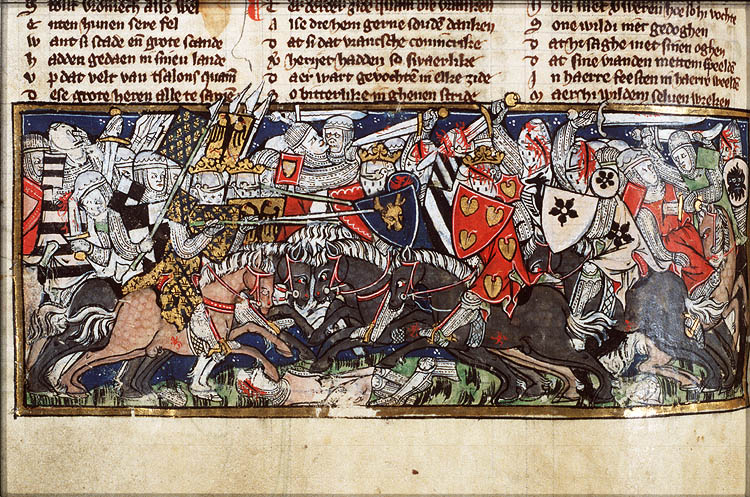
Rechteckige und runde Ailetten in der Schlacht auf den Katalaunischen Feldern, Illustration von Jacob van Maerlant, Spieghel Historiael, um 1330

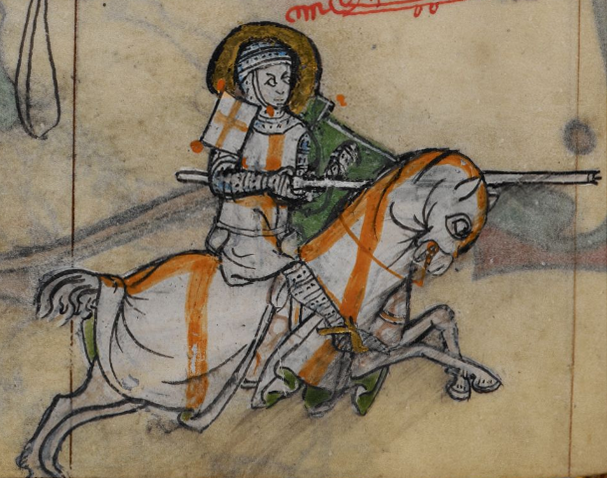
Ritter mit Achselschild aus dem Maastrichter Stundenbuch, frühes 14. Jahrhundert

Ailetten (Achselschilde) sind meist rechteckige Schulterplatten aus Holz, die mit Leder, gesottenem Leder (cuir bouilli) oder Leinen überzogen waren. Auf einigen zeitgenössischen Miniaturen sind auch runde oder ovale Exemplare dargestellt. Sie waren oft mit dem Wappen ihres Trägers bemalt und können am unteren Rand Verzierungen wie Zatteln tragen.

## Geschichte
Ailetten stammten, wie viele rüstungstechnische Neuerungen im Mittelalter, aus Frankreich. Die ältesten datierten Darstellungen dieser Schulterstücke stammen aus einer französischen Handschrift des Gralsromans von 1274. Nach Field und Moffat kommen sie um 1330 außer Gebrauch.
Ailetten sind unter anderem auf reliefierten Grabplatten aus Stein dargestellt, zum Beispiel in der ersten Hälfte des 13. Jahrhunderts in Gent.
Eine Urkunde aus dem sechsten Regierungsjahr von König Edward I. von England, also 1278, beschreibt die Ausrüstung von hochrangigen Turnierteilnehmern in Windsor Park. Alle Kämpfer wurden von der Krone ausgestattet, sie erhielten eine Tunika, einen Mantel, ein Paar Achselschilde, einen Lederhelm mit Helmzier, einen Schild und ein Schwert. Zu den Schriftquellen, die Achselstücke erwähnen, gehört auch der sogenannte alliterierende Artusroman Morte Arthure, dessen Datierung allerdings umstritten ist (zwischen 1365 und 1409).

## Funktion und Verbreitung
Mangels erhaltener Originalstücke kann über die Funktion dieser Rüstungsteile nur spekuliert werden. Sie dienten wohl vor allem der Kennzeichnung der Ritter, da diese durch die Kettenrüstung und den gegen 1300 üblichen Vollhelm (Topf- oder Kübelhelm) nicht mehr individuell erkannt werden konnten. Die Ailetten überragten den Schultergürtel seitlich wie kleine Flügel (französisch ailettes, ailerons) und zeigten so in der Seitenansicht das Wappen des Trägers.
Nach Moffat gibt es keine Belege dafür, dass Ailetten als Körperschutz dienten. Als Körperschutz wären nur Ailetten aus Metall sinnvoll gewesen, wie die späteren Schwebescheiben. Ein vom Topf- bzw. Kübelhelm abgeleiteter Schwerthieb hätte so aufgefangen werden können. Allerdings scheinen diese kleinen Schilde meist nicht auf der Schulter gelegen zu haben, sondern standen aufrecht. Gegen eine Deutung als Körperschutz spricht auch, dass sie fast nur in dem den französischen bzw. französisch beeinflussten Kulturkreis verwendet wurden. Im deutschen Sprachgebiet finden sich Darstellungen der Achselschilde nur im Rheingebiet, Westfalen und Hessen auf Grabplatten oder Miniaturen, sonst nur noch auf dem Reitersiegel König Johann des Blinden von Böhmen aus der Dynastie der Luxemburger, der mit dem französischen Königshaus verschwägert war.

## Material und Herstellung
In dem epischen Gedicht Morte Arthure trägt Gawain ein emailliertes Achselstück, das von Priamus mit einem Schwertstreich zerstört wird, wie dann auch der Rest seiner Plattenrüstung. Als der Roman verfasst wurde, waren Ailetten allerdings bereits nicht mehr in Gebrauch.
Die wenigen vollplastischen Darstellungen von Kriegern mit Achselschilden zeigen gelegentlich erhabene Wappendarstellungen. Möglicherweise wurden solche Reliefs mit Modeln geformt.
Zwei mögliche Modelsteine wurde 1926 in der Chamber K auf der Burg Montfort im heutigen Israel ausgegraben. Der im Querschnitt dreieckige Modelstein B aus Kalkstein zeigt zwei etwa elf Zentimeter lange stilisierte Barben (Fische), die als das „Redende Wappen“ der Grafen von Bar gedeutet werden, sowie Palmetten und Blumenmuster. Der Stein kam in Rahmen der Fundteilung in das Metropolitan Museum of Art in New York. Die Deutung als Model zur Verzierung von Rüstungsbestandteilen aus Leder geht auf den Ausgräber William Louis Calver sowie den Ichthyologen und Antiquitätensammler Bashford Dean zurück. Von dem größeren Stein nimmt Nickel an, dass mit ihm der Schild des Großkomturs Konrad von Thüringen geprägt wurde. Dagegen weist Wähning darauf hin, dass Kalkstein kein geeignetes Material für eine Matrize ist und die Gravuren zudem zu fein ausgeführt sind. Sie nimmt vielmehr an, dass sie zur Herstellung von Zinnverzierungen für Schilde dienten.

## Verwandte Artefakte
Ein kleines Bronzerelief im Metropolitan Museum in New York zeigt ailettenförmige Kniekacheln.

## Darstellungen
- Reiter, Maastrichter Stundenbuch, BL Stowe MS17 f154v, frühes 14. Jahrhundert
- Schlachtszene, Schlacht von Doryläum, Illustration von Guillaume de Tyr, Histoire d'Outremer (BN MS Fr. 352 f. 49), 1325-1335.
- Verkündigungsszene, Ritter im Kettenhemd, vermutlich Richard Grey von Codnor, Grey-Fitzpayn Stundenbuch, um 1308[15]. Fitzwilliam Museum, Cambridge, ms. 242
- Schenk von Limburg in der Manesse-Handschrift, um 1320
- Messinggrabplatte von Roger Trumpington in Trumpington bei Cambridge[16]. Entweder Roger Trumpington, †1289, oder sein Enkel Roger Trumpington † ca. 1330[17].
- Schlachtszene, niederdeutsche Miniatur der Schlacht auf den Katalaunischen Feldern. Jacob van Maerlant, Spieghel Historiael (KB KA 20, fol. 146v), um 1330. Niederländische Nationalbibliothek.
- Miniatur der Sporenschlacht, Courtrai 1302, Reiter mit Ailetten. Grandes Chroniques de France, Koninklijke Bibliotheek Brussel, Ms. 5 folio 329 v., Erstes Viertel des 14. Jahrhunderts.
- Geschnitzte flämische Truhe im New College, Oxford oder Courtrai-Truhe[18] zeigt Guy de Namur bei seiner Ankunft in Brügge mit Ailetten, diese tragen allerdings nur einen Teil seines Wappens (Balken)[19] sowie Willem van Jülich mit Ailetten[20]. Der Baum zur Herstellung der Truhe wurde um 1280 gefällt[21].